# Sárospatak (stacja kolejowa)
Sárospatak (węg. Sárospatak vasútállomás) – stacja kolejowa w Sárospatak, w komitacie Borsod-Abaúj-Zemplén, na Węgrzech. 
Stacja znajduje się na ważnej linii 80 Budapest – Hatvan - Miskolc - Sátoraljaújhely i obsługuje pociągi wszystkich kategorii. 

## Linie kolejowe
- Linia 80 Budapest – Hatvan - Miskolc - Sátoraljaújhely